# Violeta Vázquez Rojas Maldonado
Violeta Vázquez Rojas Maldonado (Cuernavaca, 13 de mayo de 1977) es una lingüista, académica, investigadora y servidora pública mexicana. Fue nombrada subsecretaria de Ciencia y Humanidades, en la Secretaría de Ciencia, Humanidades, Tecnología e Innovación, por Claudia Sheinbaum el 23 de enero de 2025.

## Biografía
Es licenciada en Lingüística por la Escuela Nacional de Antropología e Historia, maestra en Lingüística Hispánica por la Universidad Nacional Autónoma de México y doctora en Lingüística por la Universidad de Nueva York. Se enfoca en investigar el significado de las palabras y expresiones en lenguas naturales como el español y el purépecha.
En 2019 publicó Morfosemántica de la frase nominal purépecha una obra que aborda generalizaciones del purépecha. Además de la investigación académica publica en diversos medios de comunicación sobre lenguaje y política. 
Es profesora-investigadora del Centro de Estudios Lingüísticos y Literarios de El Colegio de México, donde imparte clases en el doctorado en Lingüística. También ha impartido clases en la Escuela Nacional de Antropología e Historia y en el Centro de Investigaciones y Estudios Superiores en Antropología Social.
En 2024 coordinó el eje de Derechos Sociales, Bienestar y Reducción de la Desigualdad de los Diálogos por la Transformación convocados por Claudia Sheinbaum.